# Phai Phongsathon
Phai Phongsathon (ไผ่ พงศธร) (nascido em Yasothon, Tailândia, 12 de junho de 1982) é um cantor. Ele alcançou fama internacional em 2005 - atualmente com seu albums Khon Ban Dieaw Khan.

## Discografia

### Álbums
- 2005 - Fon Rin Nai Mueng Luang (ฝนรินในเมืองหลวง)
- 2009 - Yak Mee Thoe Pen Fan (อยากมีเธอเป็นแฟน)
- 2009 - Mee Thoe Jueng Mee Fan (มีเธอจึงมีฝัน)
- 2017 - Rak Tae Bo Dai Plae Waa Ngo (รักแท้บ่ได้แปลว่าโง่)
- 2018 - Thim Ai Wai Trong Nee La (ถิ่มอ้ายไว้ตรงนี้ล่ะ)
- 2019 - Pai Huk Kun Sa (ไปฮักกันสา)